# Carlo Pellegrini (critico letterario)
Carlo Pellegrini (Viareggio, 11 settembre 1889 – Firenze, 28 gennaio 1985) è stato un critico letterario e filologo italiano.

## Biografia
Figlio del poeta Maurizio Pellegrini (Viareggio, 1839-1932), Carlo dedicò al padre un Ricordo nel ventennale della morte (con la collaborazione del figlio Giuliano, a sua volta nipote del suddetto poeta), che fu pubblicato a Firenze nel 1952. Compì gli studi universitari alla Scuola normale superiore di Pisa, dove fu allievo di Francesco Flamini e assorbì i canoni di quella scuola storica e filologica, dai quali peraltro non si sentì mai vincolato.  Si laureò in lettere nel 1912 con una tesi su Luigi Pulci che fu pubblicata negli «Annali» della Normale di Pisa. 
Partecipò alla prima guerra mondiale 1915-18 come ufficiale di artiglieria. Dopo i primi anni d'insegnamento nelle scuole secondarie, dal 1930 fu professore di lingua e letteratura francese nell'università di Firenze, prima alla facoltà di Magistero, poi a quella di Lettere e filosofia, dove fu anche preside di facoltà.
Gli interessi prevalenti dello storico e del filologo gravitarono intorno ai rapporti tra la letteratura italiana e quella francese. Una sua Storia della letteratura francese (1939) ebbe lunga fortuna editoriale, tanto che la nona edizione di quest'opera è del 1968. I suoi studi comparatistici, ai quali dedicò numerosi contributi, apparvero anche nella «Rivista di letterature moderne e comparate», da lui fondata e diretta dal 1946 fino agli ultimi anni della sua vita.

## Opere
- Luigi Pulci: l'uomo e l'artista, Pisa, Stabilimento tipografico Listri, 1912.
- La vita e le opere di Luigi Pulci, Livorno, Giusti, 1913.
- Edgar Quinet e l'Italia, Pisa, Officine grafiche Tip. Folchetto, 1919.
- La prima opera di Margherita di Navarra e la terza rima in Francia, Catania, Battiato, 1920.
- Eugenio Fromentin scrittore, Ferrara, S.T.E.T., 1921.
- Il Sismondi e la storia delle letterature dell'Europa meridionale, Firenze, Olschki, 1926.
- Les idées littéraires de Madame de Staël e le romantisme français, Ferrara, All'insegna del libro, 1929.
- Epistolario di Jean Charle Léonard Sismondi, a cura di Carlo Pellegrini, in quattro volumi e Appendice, Firenze, La Nuova Italia, 1936.
- Madame de Staël: il gruppo cosmopolita di Coppet, l'influenza delle sue idee critiche, Firenze, Le Monnier, 1938.
- Storia della letteratura francese, Messina, Principato, 1939.
- Tradizione italiana e cultura europea, Messina, D'Anna, 1947.
- Relazioni fra la letteratura italiana e la letteratura francese, in Le letterature comparate, Milano, Marzorati, 1948.
- La contessa d'Albany e il salotto del Lungarno, Napoli, E.S.I., 1951.
- Il romanzo francese, in Il romanzo dell'800, Torino, E.R.I, 1955.
- Da Constant a Croce. Saggi su scrittori dell'Ottocento e del Novecento, Pisa, Nistri-Lischi, 1958.
- Storia delle letterature moderne d'Europa e d'America, opera in sei volumi diretta da Carlo Pellegrini, Milano, Vallardi, 1958-1960.
- Stendhal e la Toscana, a cura e con Prefazione di Carlo Pellegrini, Firenze, Sansoni, 1962.
- Letteratura e storia dell'Ottocento francese e altri saggi, Roma, Edizioni di storia e letteratura, 1967.

Inoltre, per una dettagliata Bibliografia degli scritti di Carlo Pellegrini, a cura di Dina Lanfredini, si rinvia all'inizio della miscellanea Studi in onore di Carlo Pellegrini, Torino, S.E.I., 1963.

## Onorificenze
Numerosi furono i titoli onorifici e accademici conferiti a Carlo Pellegrini, dei quali si fornisce un elenco parziale:
- Ufficiale della Legion d'onore.
- Lauree Honoris causa conferite dalle università di Parigi, Bordeaux, Montpellier, Grenoble.
- Presidente d'onore della Federazione internazionale di lingue e letterature moderne.
- Presidente d'onore dell'Associazione internazionale di Études françaises.
- Presidente dell'Accademia toscana di scienze e lettere La Colombaria.
- Presidente onorario dell'ANILS (Associazione nazionale insegnanti di lingue straniere)
- Presidente della «Libera cattedra di Storia della civiltà fiorentina».
- Presidente dell'«Associazione culturale Italia-Francia». [4]